# Tarka gombászholyva
A tarka gombászholyva (Lordithon lunulatus) a rovarok (Insecta) osztályának bogarak (Coleoptera) rendjébe, ezen belül a mindenevő bogarak (Polyphaga) alrendjébe és a holyvafélék (Staphylinidae) családjába tartozó faj.

## Előfordulása
A tarka gombászholyva Európában közönségesnek számít.

## Megjelenése
Az imágó körülbelül 5 milliméter hosszú. A szárnyfedőinek alapszíne fekete, de elöl is és hátul is narancssárgás-vörösen szegélyezett. A tor szélesebb hátul, és elvékonyodik elöl. Úgy a tor, mint a potroh vörösesbarna, kivéve a végeiket, melyek feketék. A feje hosszúkás, fémesen csillog. Az oldalain kis szőrök és szeták vannak. A sárga lábait, öt íz alkotja. A csápjai 11 ízből állnak; ezekből az első négy és a legutóbbi sárga színűek, a többiek feketék.

## Életmódja
Erdőkben, kalaposgombák termőtestein él, sokszor nagy számban fordul elő. Különféle legyek lárvái képezik táplálékát, de lehet, hogy gombafonalakat is fogyaszt. Nyáron és ősszel látható.

## Képek
- Videó a rovarról

### Fordítás
- Ez a szócikk részben vagy egészben  a   Lordithon lunulatus című angol Wikipédia-szócikk ezen változatának fordításán alapul.  Az eredeti cikk szerkesztőit annak laptörténete sorolja fel. Ez a jelzés csupán a megfogalmazás eredetét és a szerzői jogokat jelzi, nem szolgál a cikkben szereplő információk forrásmegjelöléseként.